# Exoprosopa tricolor
Exoprosopa tricolor är en tvåvingeart som beskrevs av Macquart 1840. Exoprosopa tricolor ingår i släktet Exoprosopa och familjen svävflugor. Inga underarter finns listade i Catalogue of Life.